# 张小国
张小国（1962年3月—），男，汉族，浙江乐清人，中华人民共和国政治人物、新闻工作者，曾任石家庄市人民政府副市长，现任中华全国新闻工作者协会副主席，中共中央宣传部新闻局局长。